# Україна у світі

Україна у світі — енциклопедичний довідник.
Лауреат у номінації довідкових видань «Обрії» та Всеукраїнського рейтингу «Книга року 2007».
Автори: Микола Сухомозький, Надія Аврамчук
Підготовлено: Центр з вивчення проблем глобалізації та встановлення нового світового порядку Інституту культурологічних та етнополітичних досліджень МАУП і Федерацією патріотичних видань України
Видавець: Київ, Міжрегіональна академія управління персоналом (2007 — 872 стор.; ISBN 966-608-645-Х)
Рецензенти: Яременко Василь Васильович, кандидат філологічних наук, професор,
Довгич Віталій Андрійович, кандидат філологічних наук, доцент
Передмова «Третя хвиля цивілізації і національні культури»: Головатий Микола Федорович, доктор політичних наук, професор:
|  | Аби через певний час вишикуватися в один стрій з передовими країнами, треба наполегливо втілювати в життя концепцію “глобального інформаційного суспільства”. І настійливо “втілюватися” в нього самим. Пам‘ятаючи, що осучаснений лозунг Архімеда “Дайте мені точку опори, і я перекину світ!” нині звучить, як “Дайте мені повну і точну інформацію, і я…”. Справді, будь-які, особливо доленосні для цілих народів, рішення приймаються виключно на основі Його Величності достовірного Факту. Наскільки за таких обставин зростає ціна деталей, навіть важко уявити |

Енциклопедичний довідник "Україна у світі" вигідно відрізняється від решти своїх "побратимів", у тому числі й виданих у Росії, насамперед ексклюзивністю змісту. Навіть звичні для нашого ока розділи на кшталт "Всесвіт" чи "Людина" - це не переспів фоліантів давнього чи недавнього минулого, не перелік "класичних" фактів. Автори подають "елітарні" з точки зору свіжості цифри і події, по краплині зібрані з періодичних видань, з останніх - буквально учорашніх! - наукових відкриттів.

## Структура
Енциклопедичний довідник складається з двох великих блоків — «Україна» і «Світ».
I. Блок «Україна», у свою чергу, має 20 розділів (В сім'ї вольній новій, Минувшина, Духовне життя, Нація — це звучить гордо, Персоналії, Мова, Територія, Населення, Інфраструктура, Армія та озброєння, Столиця — Київ, Вимірювання, Шкала — на всі випадки, Речовина і поле, Віртуальний світ, Людина, Фауна, Флора, Географічні об'єкти-рекордсмени, Спорт).
II. Блок «Світ» — 13 розділів (Організація матерії, Всесвіт, Метагалактика, Галактики, Наша галактика — Чумацький Шлях, Зірки, Сонячна система, Наша планета — Земля, Суспільство, Наука і культура, Війни, Природа, Корисне з приємним).

Кожному розділові передує відповідна світлина і епіграф. Наприклад, для розділу "Війни" це наступна фраза з "Євангелія від Іоанна": 
|  | Краще нам, щоб одна людина померла, ніж загинув увесь народ |

У свою чергу, більшість розділів у обох блоках мають підрозділи.

## Доробок у бібліотеках
- Об'єднана довідкова служба бібліотек України [Архівовано 29 березня 2017 у Wayback Machine.]
- Національна бібліотека України ім. В. І. Вернадського [Архівовано 13 травня 2021 у Wayback Machine.]
- Державна бібліотека України для юнацтва [Архівовано 30 березня 2017 у Wayback Machine.]
- Бібліотека Ніжинського державного університету ім. М. Гоголя [Архівовано 4 березня 2016 у Wayback Machine.]
- Університету Торонто [Архівовано 2 квітня 2017 у Wayback Machine.]

## Участь у книжкових виставках
- Державна бібліотека України для юнацтва — «Україна. Євросоюз. Молодь» [Архівовано 29 березня 2017 у Wayback Machine.] (2009)
- Національна бібліотека України ім. В. І. Вернадського — «Україна в нас єдина» (2010)
- Чернівецький центр європейської інформації — «Європа, загальне надбання»" [Архівовано 4 березня 2016 у Wayback Machine.] (2011).
- Національна академія сухопутних військ імені гетьмана Петра Сагайдачного — «Подорожуючи Україною» [Архівовано 26 жовтня 2020 у Wayback Machine.] (2016).
- Національна історична бібліотека України — «Права людини» [Архівовано 30 березня 2017 у Wayback Machine.] — (2017). Позиція 32